# Regiones geográficas de Argentina

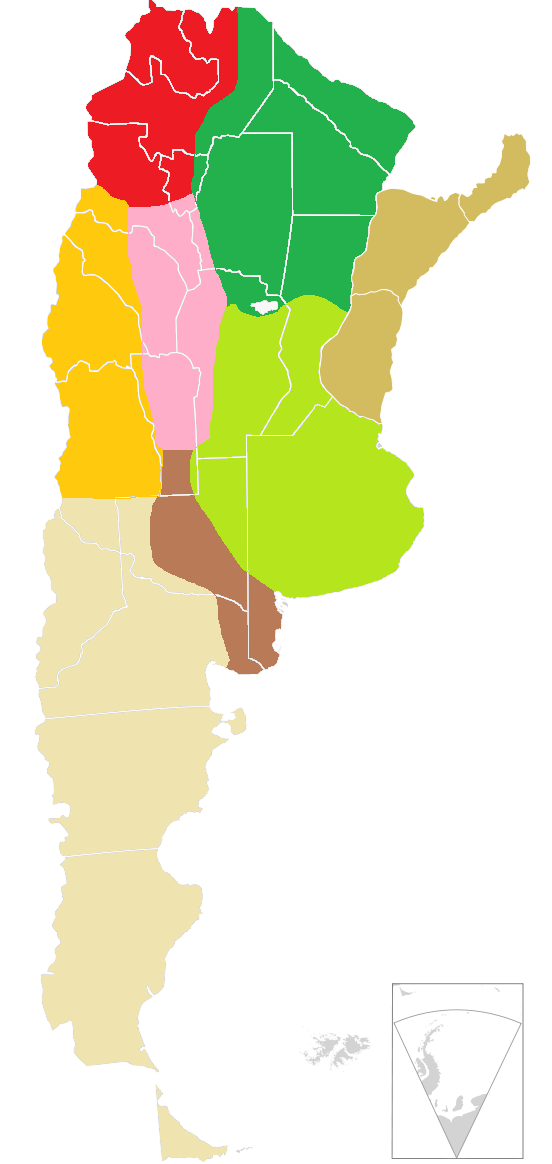
Regiones geográficas según Federico Daus (1956) Antes de actualidad.
NOA
Chaco
Mesopotamia
Cuyo
Sierras Pampeanas
Pampa húmeda
Estepa (Pampa seca)
Patagonia

Las regiones geográficas de Argentina son cada una de las grandes divisiones territoriales, definidas por características geográficas e histórico-sociales en las que se divide la nación sudamericana.
En la Argentina la idea de región no está asociada a una entidad político-administrativa, o a las relaciones de poder, sino a un área definida tanto por la geografía física como por la geografía humana.
A lo largo de la historia se han propuesto varias regiones. Las más estables han sido las regiones Pampeana, Cuyana, la del Noroeste y la Patagonia. Algunas de ellas tienden a desaparecer, como la Mesopotamia. Por el contrario, la región del Noreste y la Metropolitana tienden a reconocerse. Varios autores relevantes han considerado las regiones Chaqueña y/o la de las Sierras Pampeanas. La separación de la Patagonia en Andina y Extra-Andina tiende a perder consenso. En el mismo sentido, la separación de la Pampa en Húmeda y Seca fue propuesta por un Difrieri, pero esto no fue retomado por otros autores. Varios autores relevantes han considerado regiones para la Antártida Argentina y para el Mar Argentino. Así, en los últimos 50 años, la cantidad de regiones ha sido entre 8 y 6 regiones continentales; a las que se pueden agregar 1 o 2 marítimas/antárticas.

## Historia de las regionalizaciones
En la toponimia regional del actual espacio argentino hay algunos nombres de lugar que tienen un origen arcaico, prehispánico inclusive, como Puna, Tucumán, Pampa, Chaco o Cuyo. La división de Argentina en regiones geográficas, fue un tema de estudio desde su origen mismo como Estado en el siglo XIX. A partir del siglo XX comienzan a destacarse regionalizaciones que incluyen factores de tipo socioeconómico además de los tradicionales físicos y biológicos. Velázquez destaca 9 propuestas que fueron efectuadas entre 1943 y 1992 desde la academia y organismos gubernamentales. Considera que, desde entonces, no se propusieron regionalizaciones de importancia. Este autor, además de presentar las regionalizaciones, propone una herramienta para valorarlas relacionada con el bienestar de la población. De acuerdo a su método, las mejores regionalizaciones serían: Chiozza y Aranovich (1975), CONADE (1967), INDEC (1980) seguidos por Siragusa (1958) y Roccatagliata (1976). 

### Académicas
Wilhelm Rohmeder, en 1943, propuso una división del país en 10 regiones. Presenta los antecedentes de dos regiones que continúan vigentes: Quichua (nuestro actual NOA) y Cuyo. Fue el primer geógrafo que propuso considerar separadamente la región de Gran Buenos Aires del resto de la región Pampeana. Además sembró un manto de duda sobre la identidad de la histórica región de la Mesopotamia al extraer la provincia de Misiones de ella. Además, consideraba a los Andes patagónicos (que llamaba Cordillera Meridional) por separado de la Patagonia (extra-andina).  
Federico Daus, en 1956 propuso una división del país en 8 regiones. Usó el nombre Noroeste para la región correspondiente, retomó la Mesopotamia clásica de 3 provincias y agregó una región de la Estepa, suerte de cuña interpuesta entre las regiones pampeana y patagónica. Esta última fue considerada completa: tanto su parte andina como extra-andina.  
Horacio Difrieri propuso en 1958 una división del país en 13 regiones. Llega este número dividiendo regiones: El Noroeste lo divide en una región para la Puna y su borde y otra para las Sierras subtropicales. Divide la Patagonia en su zona andina y extra-andina. La zona cordillerana central la divide en Andes Áridos y Precordillera. Mantiene una región similar a la de la Estepa del autor anterior, que llama Pampa Seca (para diferenciarla de otra llamada Pampa Húmeda) que abarca, además, parte de Mendoza, resultando así eliminada la región de Cuyo. Además, incorpora dos regiones para sendos reclamos territoriales argentinos: Islas Malvinas y Antártida Argentina.     
Alfredo Siragusa estableció 1958 una división del país en 9 regiones. Similar a la de Daus pero elimina la región de la Estepa. Repite el afán de agrandar la Argentina ya que además de incorporar los territorios reclamados de las islas del Atlántico Sur y la Antártida, incluye el Mar Argentino como región.  
Elena Chiozza y Carmen Aranovich propusieron en 1975 una división regional de 8 regiones. Vuelven a cuestionar la histórica región Mesopotámica al incluir gran parte de Entre Ríos en la región Pampeana y nombrar la región restante como Noreste. También renombran algunas regiones y retoman la propuesta de considerar separadamente al Área Metropolitana. Esta regionalización había aparecido un año antes en El país de los argentinos dirigido por Chiozzia junto a Ricardo Figueira, una obra en 90 fascículos coleccionables para encuadernar en seis tomos. Según Cicalese, sería la última geografía regional argentina elaborada en conjunto pensando en el gran público.
Juan Roccatagliata propuso en 1976 una regionalización, que actualiza en 1985 e incluía 8 regiones. Si bien usa algunos nombres distintos pueden reconocerse las regiones de años anteriores. La mayor novedad es unificar las regiones de Chaco y del Noreste de Chiozza y Aranovich en una única región. Como estas, mantiene una región para el área metropolitana. Como autores anteriores, incluye el mar y tierras antárticas; esta vez, en una sola región.
Horacio Lorenzini y Raúl Rey Balmaceda establecieron en 1992 una división regional en 8 regiones. Unifica la Pampa y el Chaco en una única región llamada Llanura Platense, dejando la meseta de Misiones en su propia región. Incluye regiones para el Mar y la Antártida. 
En la principal obra de Geografía Argentina de la década de 1980 (Chiozza y Figueira, 1981-83) no se efectúa ninguna propuesta de división regional y se toman como unidades de análisis a las provincias. Desde ese entonces, no se efectuaron propuestas de regionalizaciones equivalentes por su repercusión a las citadas. En cierta medida, en los últimos tiempos la geografía se ha ido adaptando crecientemente a la división política. 

### Gubernamentales
Durante la década de 1960, durante la dictadura denominada “Revolución Argentina” el Consejo Nacional de Desarrollo (CONADE) estableció por decreto 1907/67 una división regional de la Argentina en Regiones-Programa. Esta regionalización, salvo pequeñas excepciones, coincide con límites provinciales e incluye 8 regiones. La región de Sierras Pampeanas se convierte en una región Centro que incluye toda la provincia de Córdoba. Incorpora una región Comahue con el norte de la Patagonia y el sur de la Pampeana.     
Finalmente el Instituto Nacional de Estadística y Censos (INDEC) propuso  en 1980 una división regional de la Argentina que, salvo para el caso de la Región Metropolitana, está basada en límites políticos provinciales. La propuesta incluye 6 regiones. Deja de incorporar la región de las Sierras Pampeanas.
La reforma constitucional de 1994 incorpora en su artículo 124 la posibilidad de que las provincias creen "Regiones para el desarrollo económico y social" y a partir de dicho año muchas provincias firman  tratados para constituir regiones: La región de la Patagonia (1996), la región Centro (1998), el Norte Grande (1999) que se suman la región del Nuevo Cuyo creada en 1988. En este esquema la provincia de Buenos Aires y la Ciudad de Buenos Aires no integran ninguna región. Bessolo considera que estas regiones no se corresponden completamente con las regiones geográficas formales, aunque coincidan en sus denominaciones.

## Pampeana
La región pampeana es un área geográfica situada en el centro de Argentina, según la división administrativa que ofrece el INDEC. La componen las siguientes jurisdicciones: las provincias de Santa Fe, Entre Ríos, La Pampa, Córdoba, la Provincia de Buenos Aires y la Ciudad Autónoma de Buenos Aires (CABA); limita en el Norte con las provincias de Corrientes, Chaco y Santiago del Estero; hacia el Oeste con las de Catamarca, La Rioja, San Luis y Mendoza; hacia el Sur con la provincia de Neuquén y Río Negro; y hacia el Este con el océano Atlántico y Uruguay. Su ubicación, considerada privilegiada y estratégica, convierte a la región en el núcleo central del país, tanto en lo político como en lo económico y demográfico.
Tiene una extensión de 1 000 kilómetros cuadrados y es mayormente una amplia pradera —con sectores septentrionales de sabana y australes de estepa—; la parte suroriental (desde el centroeste de la provincia de Córdoba hasta el océano Atlántico), debido al clima templado y a la relativamente alta humedad, es interrumpida solo periódicamente por las sequías derivadas de El Niño y La Niña, que luego suelen ser compensadas por avenidas, es decir, inundaciones hacen que gran parte del este de la Pampasia sea zona de praderas. En su sector austral presenta antiguos médanos paleoclimáticos, y muestra un relieve levemente escalonado hacia el oeste. En Uruguay y Río Grande del Sur presenta un paisaje más ondulado con sierras de una altura de poco más de 500 m s. n. m. Es una de las regiones más fértiles del mundo. 

## Cuyo
Cuyo es una región geográfica e histórica situada en el centro oeste de la República Argentina y conformada por las provincias de Mendoza, San Juan y San Luis. Desde un punto de vista histórico y regional, Villa Dolores y todo el Departamento San Javier (Córdoba) también han integrado esta región, cuyos límites coinciden prácticamente con una región geográfica y una identidad cultural y tradición histórica en común. Desde la firma del Tratado del Nuevo Cuyo a principios de 1988, la provincia de La Rioja se incorporó a la Región del Nuevo Cuyo como nuevo integrante, lo cual duró hasta 2012. Sin embargo, debe notarse que pese a la firma del tratado, éste no ha producido ningún cambio significativo en la consideración social y tradicional, como tampoco en lo institucional, de los cuyanos, que consideran a La Rioja como parte del noroeste argentino. Además, por el acento mendocino y sanjuanino especialmente, además de los modismos utilizados, esta región tiene un dialecto que no está presente en La Rioja, el cuyano. 

## Noroeste
El noroeste argentino (NOA) es una región histórico-geográfica de Argentina, integrada por las provincias de: Jujuy, Salta, Tucumán, Catamarca, La Rioja y Santiago del Estero. Ocupa algo más del 20% del territorio nacional.

## Patagonia
La Patagonia argentina, denominada también Patagonia oriental o región patagónica argentina, es una de las cuatro regiones para el desarrollo económico y social de la República Argentina. Está formada por las provincias de La Pampa, Chubut, Provincia del Neuquén, Río Negro, Santa Cruz y Tierra del Fuego, Antártida e Islas del Atlántico Sur.

## Noreste
El nordeste argentino o noreste argentino (NEA) es una de las regiones histórico-geográficas en que se subdivide la República Argentina. Comprende las provincias de Formosa, Chaco, Corrientes y Misiones. Esta región tiene muchos rasgos paisajísticos, ecológicos, climáticos y culturales parecidos.
La aceptación del NEA como región es relativamente reciente, y responde más bien a similitudes socioeconómicas y culturales que geográficas aunque en toda esta región sea característico el clima subtropical, con marcados rasgos continentales en el oeste del Chaco y Formosa. En invierno muy pocos días la temperatura baja apenas una décimas de los 0 °C (principalmente a la madrugada), aunque en ciertas zonas como Posadas y la zona de Puerto Iguazú este fenómeno, llamado también "helada" no suele pasar. A su vez, hay zonas del oeste de la provincia del Chaco que suelen tener días de invierno con mínimas muy bajas para la región. En general, predomina a lo largo del año el clima cálido subtropical. Las similitudes más grandes se dan en el aspecto cultural, porque las cuatro provincias se vieron influidas en gran medida por la cultura guaraní, aun cuando en el Chaco y Formosa las etnias qom (apodados "tobas" por los guaraníes) y wichi (apodados "matacos" por los quechuas) eran, junto a las payaguás, nivaclés (apodados "chulupí" o "chunupí" por los invasores guaraníes), yofuashas (apodados "chorotís" por los invasores guaraníes), pilagás, mocoretás, vilelas (¿gualambas?), mokoits, abipones, arawaks-chanés , mataraes, las que habitaban estas tierras antes de la invasión guaraní ocurrida principalmente entre los siglos XIV y XV d. C. Las provincias de la región también se encuentran entre las más rezagadas a nivel nacional, siendo sus indicadores económicos y sociales los de segundo peor desempeño después de las del noroeste argentino. 

## Metropolitana de Buenos Aires
Gran Buenos Aires (GBA) es la denominación genérica que designa a una megaciudad de Argentina, donde habitan en torno a 16 millones de personas (2022) —un tercio de su población— y se ubica el polo industrial y económico más importante del país, siendo la 18.ª mayor área metropolitana del mundo. Abarca una conurbación integrada por la Ciudad Autónoma de Buenos Aires y varias ciudades cercanas ubicadas en la provincia de Buenos Aires, sin constituir en su conjunto una unidad administrativa. Dentro del Gran Buenos Aires se utiliza una serie de denominaciones ("zonas", "cordones", áreas", "regiones") para dar cuenta de distintas extensiones territoriales. 
Aunque el término Gran Buenos Aires sigue siendo el más utilizado, con el tiempo, y al menos oficialmente, paso a denominarse Región Gran Buenos Aires (RGBA) primero, y actualmente Región Metropolitana de Buenos Aires (RMBA), utilizado este para referirse a un área precisa que abarca la ciudad de Buenos Aires (CABA) y a 39 partidos cercanos a la misma; y que se diferencia del Aglomerado Urbano Gran Buenos Aires (AGBA), termino utilizado para referirse a la continuidad de la mancha urbana que se encuentra dentro de la Regíon Metropolitana de Buenos Aires.
La expresión “Gran Buenos Aires” tiene distintos alcances en el uso corriente, incluyendo o no en algunos casos a la CABA. El Instituto Nacional de Estadísticas y Censos (INDEC) distingue el "Gran Buenos Aires", al que actualmente denomina Región Metropolitana de Buenos Aires del "Aglomerado Gran Buenos Aires" (AGBA). La "Región Metropolitana de Buenos Aires", según la definición oficial abarca la ciudad de Buenos Aires y 39 partidos cercanos. El “AGBA” abarca toda la mancha urbana, con una frontera que se mueve con el tiempo y no respeta las delimitaciones político-administrativas, abarcando toda la ciudad de Buenos Aires y la superficie total o parcial de 39 partidos bonaerenses.
Tiene como límite oriental al Río de la Plata, a partir del cual se distinguen tres zonas diferentes: zona norte, zona oeste y zona sur. La superficie varía según se limite el área a la mancha urbana o abarque también las zonas rurales y semirrurales, y según se incluya o excluya el sector insular del delta del Paraná.

## Sierras Pampeanas
Sierras Pampeanas es una región natural de la República Argentina.
Su área aproximada es de 300 000 km², solapándose algunas zonas del oeste de la región de las Sierras Pampeanas con algunas de las del noroeste argentino (NOA) y algunas zonas del suroeste de las Sierras Pampeanas con algunas zonas de la región del Cuyo. 
Esta región pese a su nombre, abarca zonas de penillanuras y mesetas aunque recibe el nombre por los relieves dominantes de esta región, es decir, por el conjunto de sierras (serranías) que se extienden en el centro-oeste del país, de norte a sur a través de siete provincias: Tucumán, Catamarca, La Rioja, Santiago del Estero, San Juan, Córdoba y San Luis.

## Chaqueña
La región chaqueña argentina es una de las regiones geográficas de la República Argentina. Sus límites son el río Pilcomayo al norte, los ríos Paraguay y Paraná al este, el río Salado al sur y la región Norte al oeste. Abarcaba originalmente la mayor parte de las provincias de Santiago del Estero, Jujuy, Chaco, Formosa, norte de Santa Fe y este de Salta. De modo ecotónico abarca el norte de Córdoba y este de Tucumán, y aunque el bioma cambie mucho —especialmente en lo climático— gran parte de los botánicos incluyen en la formación chaquense a las forestas del norte de la provincia de San Luis hasta confundirse al sur y al oeste con la región del Monte Seco. Geológicamente la región chaqueña constituye una unidad con la Pampasia o llanura pampeana, por lo que se habla de región chacopampeana. Sin embargo, la región chaqueña se distingue de la pampeana por su clima y ecología.
La región chaqueña es la más extensa de las áreas forestales argentinas e incluye, en las zonas con humedad suficiente, importantes zonas selváticas. El área forestal chaquense se distingue en dos zonas principales, una húmeda y la otra seca (la primera aproximadamente al este del meridiano 62°O, la segunda aproximadamente al oeste del mismo meridiano). Sin embargo, ambas zonas de la región chaqueña o chaquense sufren las alternativas de ciclos de sequías —muy prolongados— y de inundaciones; las sequías predominan en los meses invernales (de mayo a junio), sin embargo los meses cálidos de verano también implican una gran pérdida de humedad por evaporación. Ante estas condiciones climáticas, gran parte de los árboles se ha adaptado con las siguientes defensas: maderas duras (como las de los quebrachos —"quiebra-hachas es su etimología"—), cortezas buidas (espinosas) como las del vinal, la acumulación de agua, tal cual se evidencia en los llamados palos borrachos (yuchán, samuhú, ñandubay), la defoliación natural durante los estíos o el desarrollo de extensas raíces.

## Mesopotamia
La Mesopotamia es una región geográfica de la República Argentina que abarca las provincias de Misiones, Corrientes y Entre Ríos. En 1860 fue definida como una unidad geográfica por el explorador francés Martin de Moussy, en su obra Descripción geográfica y estadística de la Confederación Argentina (francés: Description géographique et statistique de la Confédération Argentine), pero durante el siglo XX fue descartada como región geográfica formal, conservando su carácter de agrupación histórica de las tres provincias, cuyo principal motivo de establecimiento fue que se encuentra delimitada por los ríos Paraná, Uruguay, Iguazú., San Antonio y Pepirí Guazú, lo que le otorgó características de unidad aislada respecto del resto del país hasta la construcción de obras ferroviales de vinculación.
Su territorio abarca 196 781 km², presentando fisonomías diversas que han sido agrupadas a los fines turísticos en dos corredores: el Corredor del río Paraná (al oeste) y el Corredor del río Uruguay (al este).
Está asentada sobre las rocas antiguas del macizo de Brasilia y cubierta por un espeso manto de sedimentos de origen volcánico en el norte, y marinos y continentales en el centro y sur. Gran parte de su territorio integra la cuenca del acuífero Guaraní.
En la Argentina, ninguna otra región geográfica puede exhibir un número comparable de especies vegetales o animales. En su flora y fauna autóctonas se hallan más de 2000 especies conocidas de plantas vasculares, más de 402 aves (la tercera parte del total de la Argentina) e innumerables insectos.

## Mar Argentino
El mar Argentino es el nombre con el que se denomina al mar epicontinental y litoral del océano Atlántico adyacente al extremo sur de Sudamérica. La denominación "mar argentino" no refiere a los espacios marítimos donde la Argentina efectivamente ejerce soberanía o jurisdicción. Geográficamente, los límites del mar argentino, tal como fueron delimitados por la Comisión Nacional del Límite Exterior de la Plataforma Continental (COPLA), comprenden desde la boca del estuario del Río de la Plata por el norte (paralelo 35° Sur) hasta la isla de los Estados por el sur, y desde la costa argentina hasta la isóbata de los 200 metros de profundidad incluyendo a las islas Malvinas. Su ancho varía entre 210 kilómetros frente a Mar del Plata y 850 en la latitud de las islas Malvinas. La línea costera se prolonga por 4725 km. Al este del mar argentino se extiende la aún más extensa y mucho más profunda cuenca argentina. El mar argentino tiene una extensión aproximada de 1 000 000 km².

## Antártida
La Antártida Argentina (conocida también como Sector Antártico Argentino hasta 2017) es la denominación que en Argentina se aplica al sector de la Antártida comprendido entre los meridianos 74° O y 25° O, el paralelo 60° S y el polo sur. Esta zona se encuentra dentro del cuadrante americano y es reivindicada por la República Argentina, que la considera como una de sus regiones geográficas y como parte integral de su territorio. El reclamo territorial se encuentra congelado por el Tratado Antártico.
La Antártida Argentina se encuentra superpuesta parcialmente, entre el Polo Sur y la península Antártica (Tierra de San Martín en la cartografía oficial argentina), con el área oriental del sector reclamado por Chile (Territorio Chileno Antártico) y totalmente con el sector reclamado por Reino Unido (Territorio Antártico Británico). 
Administrativamente para Argentina el área forma parte de la provincia de Tierra del Fuego, Antártida e Islas del Atlántico Sur, integrando el departamento Antártida Argentina de dicha provincia. Desde el 27 de octubre de 2017 las islas Orcadas del Sur integran el departamento, siendo antes parte del departamento Islas del Atlántico Sur. El departamento Antártida Argentina no tiene asignada ninguna cabecera departamental.
Las reclamaciones antárticas argentinas están basadas en consideraciones históricas, geológicas, de presencia humana argentina continuada desde 1904, y de proximidad a la Argentina continental americana. El ejercicio de la soberanía argentina sobre la Antártida Argentina se efectiviza en todos los aspectos que no se encuentran limitados por la firma del Tratado Antártico en 1959. Dicho tratado destinó las actividades antárticas exclusivamente a fines pacíficos de los países firmantes y adherentes, congelando los litigios territoriales e impidiendo la realización de nuevas reclamaciones o la ampliación de las existentes mientras dure su vigencia. Cabe destacar que la Secretaría del Tratado Antártico tiene su sede en Buenos Aires.
La superficie estimada de la Antártida Argentina es de 1 461 597 km², de la cual 965 314 km² corresponden a tierra firme. La capa de hielo en la calota glaciar tiene un espesor de 2 km en promedio. Las temperaturas oscilan entre 0 °C en verano y -60 °C en invierno aunque en ciertos puntos puede descender a aproximadamente los -82 °C.
Se utiliza el horario UTC-3 al igual que en el país sudamericano.